# 布龙 (莱昂省)
布龙（西班牙語：Burón）是西班牙卡斯蒂利亚-莱昂莱昂省的一个市镇。 总面积158平方公里，总人口381人（001年），人口密度2人/平方公里。